# New England Patriots
New England Patriots (tidligere kendt som Boston Patriots) er et professionelt Amerikansk fodboldhold med base i Foxborough, Massachusetts. New England Patriots spiller i AFC East i American Football Conference (AFC) i NFL. Patriots begyndte i 1960 som medlem af AFL og blev medlem af NFL som en del af AFL-NFL fusionen.
Klubben er ejet af Robert Kraft, og har siden 2002 spillet deres hjemmekampe på Gillette Stadium i Foxborough, Massachusetts.
Holdet har siden NFLs start i 60'erne vundet Superbowl XXXVI, XXXVIII, XXXIX, XLIX, LI og LIII hvilket har fået eksperter til at kalde Patriots (også kendt som Pats) for "Det første dynasti i det nye årtusinde".

## Profil
New England Patriots er siden 2000 blevet trænet af Bill Belichick. Belichick har på flere måder revolutioneret en ellers hensygnende organisation, og har stået bag samtlige klubbens mesterskabstitler. 
På banen lægger man især mærke til – Quarterbacken Tom Brady, der er ansat på en langvarig kontrakt i klubben. Brady blev draftet af Patriots i 2000 i 6. runde (199. pick overall) fra University of Michigan. Brady er kendt for en imponerende koldblodighed og evne til at vælge de rigtige løsninger under kampene. Tom Brady har fire gange været udtaget til Pro Bowl (2002, 2004, 2006, 2008), og havde et rekordsættende år i sæsonen 2007/08 hvor han satte flere NFL-rekorder (50 kastede touchdowns, 10 kampe i træk med 3 TD eller flere) og som kulminationen på den regulære sæson blev han både valgt til League MVP (årets mest værdifulde spiller) og Årets Bedste Offensive Spiller. Seymore (draftet fra University of Georgia i 1. runde 2001 (6. pick overall)) er en frygtet forsvarsspiller, der 4 år i træk (2003-2006) har været udtaget til Pro Bowl og 3 år i træk er blevet kåret til AP All-Pro (2004-2006). Seymore er primært kendt for sin alsidighed og atletiske evner – således har spilleren været udtaget til Pro Bowl både som Defensive End og som Defensive Tackle.
Wide Recieveren Randy Moss kom til Patriots i 2007 fra Oakland Raiders for et 4 round valg i draften, siden Moss er kommet til patriots har han været en stor succes, i hans første sæson greb han 23 touchdowns som er rekord den dag i dag. Randy Moss regnes for at være en af de bedste Wide Reciever der har været i NFL.
I efteråret 2010 sagde man så farvel til Randy Moss, da klubben ikke ville give ham den lønforhøjelse han gik efter. Det betød at man draftede ham til Minesota Vikings. I stedet hentede man Deion Branch tilbage til klubben fra Seattle Seahawks. I hans første kamp imod Baltimore Ravens, greb han 9 bolde fra Tom Brady, hvilket han ikke havde gjort i hele sin tid i Seattle.

## Super Bowl
New England Patriots har deltaget i 9 Superbowls og har vundet de 6. Holdets første optræden kom i Super Bowl XX, hvor holdet under ledelse af QB Tony Eason nåede finalen i NFL ved overraskende og for første gang i 18 år at slå divisionsrivalerne Miami Dolphins på udebane i AFC finalen. I slutkampen var der dog ikke meget at gøre for Patriots, der måtte se Mike Ditka, Walther Payton og kompagni fra Chicago Bears løbe af sted med en 46-10 sejr.

### Super Bowl XXXI
11 år senere – i 1997 var Patriots tilbage igen i USAs og verdens største én-dags sportsbegivenhed, hvor holdet, der nu havde quarterback Drew Bledsoe, receiver Terry Glenn og runningback Curtis Martin spillede mod NFC-mestrene fra Green Bay Packers, hvis helt store profiler var quarterbacken Brett Favre, og defensive end Reggie White, der bedre var kendt som "The Minister of Defence" idet White udover at være NFL-spiller var uddannet som præst.
Selve kampen blev dog afgjort af en helt anden; Green Bays kickoff returner Desmond Howard. Bagud 14-27 i 2. halvleg scorede Curtis Martin et touch down for Patriots og reducerede til stillingen 21-27, hvorefter alle troede, at kampen ville blive tæt. Men på det efterfølgende Kickoff returnerede Howard bolden fra Green Bays 1-yard-linje 99 yards for touchdown til Green Bay, hvilket til dato er det længste return i Superbowl-historien. Scoringen var den sidste i kampen, der endte 34-21 til Packers, og Howard blev på baggrund af sin præstation i finalen kåret til Most Valuable Player i Superbowl XXXI.

### Super Bowl XXXVI
I 2002 lykkedes det endelig for Patriots at hjemtage Vince Lombardi-trofæet efter en nærmest sensationel sejr på 20-17 over St. Louis Rams i Luisiana Superdome, New Orleans, hvor begge Patriots' tidligere Super Bowl-optrædener også havde fundet sted. Der var ellers ikke mange der havde troet på at Patriots kunne nå at få succes i den 36. NFL-sæson efter 2 kampe, hvor holdet havde lidt 2 nederlag, og tilmed havde mistet quarterback Drew Bledsoe, der var kommet alvorligt til skade under holdets 2. kamp, og blev erstattet af den ukendte 2. års spiller Tom Brady, der blot var blevet draftet til New England i 6. runde af draften i 2000, og som i sin første sæson i ligaen blot havde kastet bolden 3 gange! Men Brady viste klasse ved at føre holdet til 11 sejre og 5 nederlag i den regulære sæson, hvilket gjorde Patriots til 2. seedet i AFC, og dermed en plads i slutspillet.
Her vandt man i den sidste kamp nogensinde på Foxborough Stadium en dramatisk kamp mod Oakland Raiders med cifrene 16-13. Kampen, der blev spillet under meget vanskelige forhold med stærk blæst , frostvejr og intenst snevejr, blev afgjort få sekunder inden afslutningen af den ordinære spilletid. Raiders førte 16-13, men Tom Brady førte Patriots ned af banen. På et afgørende spil fumblede Brady bolden og Oakland fik fat i den, men efter at have set spillet igennem på video bestemte dommerne at Brady havde ført sin kastearm fremad, hvorfor spillet blev lavet om til et incomplete pass, hvilket gav bolden tilbage til Patriots. Kicker Adam Vinatieri sparkede herefter et 48 yard field goal til udligning. Vinatieri gentog kunststykket i overtiden, og sendte dermed Patriots videre til AFC Finalen, hvor de topseedede Pittsburgh Steelers var klare favoritter. Men på trods af at Brady blev skadet tidligt i kampen, lykkedes det for Pats at komme i Superbowl XXXVI, da holdets forhenværende QB Drew Bledsoe førte holdet til en sejr over Steelers på 24-17.
Patriots var ét af de mest undertippede hold i Superbowl historien forud for finalen mod Rams, der havde ligaens bedste angreb med quarterbacken Kurt Warner, der i den regulære sæson var blevet kåret til ligaens mest værdifulde spiller efter at have kastet bolde for 4836 yards, scoret 36 touchdowns og var blevet interceptet 22 gange i sæsonens 16 kampe. The Greatest Show on Turf som holdet blev kaldt havde vundet 14 kampe, og kun tabt 2 i grundspillet, primært takket være runningbacken Marshall Faulk, der vandt prisen som den bedste offensive spiller det år i ligaen efter at have løbet for 1382 yards, grebet bolde for 765 yards, og i alt at have scoret 21 touchdowns. Faulk blev bakket op af et imponerende kasteangreb, hvor duoen Isaac Bruce og Tory Holt i alt leverede mere end 2400 yards og 13 touchdowns.
Under præsentationen af de to hold inden finalekampen var St. Louis' stjerneparade blevet præsenteret én efter én, da spillerne løb på banen, hvilket der var tradition for. Men da Patriots løb på banen, var det på én gang – spillerne blev ganske enkelt bare præsenteret som New England Patriots, hvilket har dannet præsedens for senere Superbowls.
Rams startede kampen bedst, og kom foran på et 50 yards field goal af Jeff Wilkins, hvilket bragte NFC-mestrene foran med 3-0. Og da Patriots på sine 2 første angrebsserier ikke formåede at score point, forventede alt og alle at Rams ville løbe af med sejren. Men godt 6 minutter før pausen interceptede cornerback Ty Law et kast fra Warner, og returnerede det 47 yards for touchdown og en overraskende 7-3 føring til Patriots. Dette var ikke sidste gang i kampen, at en New England-forsvarer skabte en turnover. 1:20 inden pausen greb receiver Ricky Proehl et kast fra Warner, men Proehl tabte bolden, idet han blev tacklet og Terell Buckley returnerede bolden 15 yards til Rams' 40-yard-linjen. Og lige inden pausen øgede Patriots føringen til 14-3, da Brady kastede et 8 yard touchdown til receiveren David Patten. I 2. halvleg kom Rams dog tilbage i kampen, og med 1:30 tilbage af kampen udlignede Rams via et touchdown fra Warner, der ramte Proehl 17 yards ude til 17-17. 
Men på de sidste 90 sekunder lykkedes det Brady at føre bolden frem, så kicker Adam Vinatieri kunne sparke et field goal mellem stængerne fra 48 yards afstand til den store overraskelse – Patriots var for 1. gang NFL-mester, og Brady blev kåret til kampens bedste spiller.

### Super Bowl XXXVIII
Efter at Patriots havde misset playoffs den følgende sæson var man i sæsonen efter tilbage i mesterskabsstilen. Holdet havde ellers måttet tage afsked med én af lederne på forsvaret, strong safety Lawyer Milloy, der havde nægtet at gå ned i løn for at blive i klubben. Milloy skiftede til divisionsrivalen Buffalo Bills, der i sæsonens første kamp tildelte Patriots et forsmæderligt 31-0 nederlag. Patriots kom dog hurtigt tilbage på vindersporet, og vandt 14 ud af sæsonens sidste 15 kampe. 
I slutspillet spillede Patriots for første gang en slutspilskamp på Gillette Stadium, og i Divisional Playoffs lagde man fra land med en snæver 17-14 sejr over Tennessee Titans i en kamp, der vil blive husket for det ekstremt kolde klima, kampen blev spillet i. Temperaturen lå på ca. 15 graders frost (4 °F), og spillerne blev varmet op på sidelinjen af store varmeblæsere!
Ugen efter var Patriots klar til AFC Finalen mod holdets gamle rivaler, Indianapolis Colts. Colts havde ligaens mest profilerede angreb, og havde i deres to slutspilskampe scoret enorme 79 point via seje på 41-10 og 38-31 over henholdsvis Denver Broncos og Kansas City Chiefs. Colts var styret af én af NFL's dygtigste trænere, Tony Dungy, og på banen var det ligaens MVP, quarterback Peyton Manning, der primært stod bag Colts' spektakulære angreb.
Men den dag i Foxborough kom Manning i den grad til kort overfor Patriots' glimrende forsvar. Patriots-forsvaret interceptede Manning 4 gange, heraf noterede Ty Law sig for tre interceptions og desuden kunne forsvaret notere sig for en Safety. Colts-spillerne beklagede sig bagefter over det hårde fysiske spil fra Patriots-forsvarets side, og ligaen understregede efterfølgende at forsvarsspillere ikke måtte have kontakt med receivere efter 5 yards fra Line of scrimmage. Adam Vinatieri sparkede 5 field goals i sejren, der blev på 24-14.
Superbowl XXXVIII blev spillet på Reliant Stadium i Houston, Texas den 1/2-2004. I kampen stod Patriots overfor én af sæsonens største overraskelser, Carolina Panthers, der som 3. seedet i NFC havde vundet 2 udekampe i slutspillet, efter at man i de to tidligere sæsoner til sammen blot havde vundet 8 ud af 32 kampe. Som hos Patriots var det primært et stærkt forsvar, der havde banet vejen for Panthers første Superbowl nogensinde. I NFC-finalen havde man således vundet med 14-3 over Philadelphia Eagles.
Det var da også de 2 forsvar, der dominerede starten af kampen. Begge hold havde utroligt svært ved at flytte bolden frem af banen, og Carolinas QB Jake Delhomme havde blot completed ét ud af sine første 9 kast! Derudover forårsagede Patriots linebacker Mike Vrabel en fumble på Delhomme, der senere skulle føre til kampens første scoring. Tom Brady tog sagen i egne hænder og fødder; løb på en 3. down-og-7 til Panthers' 5-yard-linje, hvorefter Brady, der nu var den alt overskyggende leder på Patriots-holdet, kastede bolden i hænderne på sin daværende yndlingsreceiver Deion Branch, hvis touchdown og Adam Vinatieris ekstrapoint gav New England en 7-0 føring. 
Patriots scoring åbnede nu op for den offensive del af spillet, og på kampens næste angrebsserie udlignede Panthers med et langt drive fra deres egen 5-yard-linje. Godt 1 minut inden pausen fandt Delhomme Carolinas stjernereceiver Steve Smith med et 39 yards touchdown til udligning 7-7. De to holds offence var nu fint indstillet, og Patriots tog igen føringen. Efter en 52 yards completion til Deion Branch stod Patriots kort efter på Panthers' 14-yard-linje. Og 3 spil senere fandt Brady receiver David Givens på et 5 yards TD. Selvom der blot var 18 sekunder tilbage af 1. halvleg, lykkedes det helt utroligt for Panthers at reducere på et 50 yards field goal af Panthers kicker John Kasay til pausestillingen 14-10. 
De to holds forsvar tog igen over i starten af 3. quarter, hvor begge hold måtte punte 2 gange. Men med 3:57 tilbage af quarteren startede Brady en ny succesfuld angrebsserie, der blev hjulpet på vej af tight end Daniel Graham, der greb et kast over 33 yards på Carolinas 9-yard-linje. På 2. spil af 4. quarter løb running back Antowain Smith bolden i end zone til en føring på 21-10 til Pats. Men Panthers gav på ingen måde op, og 4. quarter er fortsat det kvarter, hvor der er scoret flest point i en Super Bowl. På holdets næste angrebsserie scorede Panthers' running back DeShaun Foster på et 33-yards løb til 21-16. Panthers forsøgte herefter at score 2 point via en 2-point conversion, men Delhommes kast til Steve Smith mislykkedes. 
Panthers levede i høj grad i kampen på dette tidspunkt, og selvom Patriots på næste drive førte bolden dybt ned i Panthers territorie, skulle Panthers snart komme foran for 1. gang i kampen. Panthers cornerback Reggie Howard interceptede bolden i Carolinas end zone, og på Panthers næste angrebsserie fandt Delhomme en helt fri Muhsin Muhammad, der fra egen 40-yard-linje kunne løbe bolden hele vejen til ny scoring til Panthers. Muhammads 85 yards TD er fortsat det længste receiving touchdown i Super Bowl-historien. Panthers førte nu med 22-21, og forsøgte igen en 2-point conversion, men atter mislykkedes forsøget. 
New England Patriots er i USA kendt for den store fleksibilitet, der er på holdet, og det viste Tom Brady på holdets næste boldbesiddelse. Efter at have kørt bolden ned på Panthers' 1-yard-linje, så angrebet ud til at gå i stå, men på 3. down og goal fandt Brady linebacker Mike Vrabel, der stillede op på spillet som tight end. Vrabels scoring blev fulgt op af en 2-point conversion, da Antowain Smith løb det direkte snap ind til en 29-22 føring for Patriots, og det skulle vise sig at blive afgørende. For efter at Ricky Proehl havde grebet et 12-yards TD fra Delhomme, sparkede Carolinas kicker John Kasay bolde ud over sidelinjen på det efterfølgende kickoff. Dette gav Patriots bolden på deres egen 40-yard-linje, hvorefter Brady på trods af en straf for holdingførte bolden frem til Panthers 23-yard-linje. Med 9 sekunder tilbage af kampen kunne kicker Adam Vinatieri så sparke de sidste point på tavlen – selvom Panthers fik bolden igen med 4 sekunder tilbage på uret lykkedes det ikke for Jake Delhommes mænd at score yderligere i kampen. 
Tom Brady blev igen kåret til kampens bedste spiller, og Patriots tog den 2. Superbowl-sejr på 3 år.

### Efter 2004
Successen har dog ikke været uden omkostninger. Det såkaldte lønloft, og det faktum at klubbens ledelse ikke er villig til at byde spillerne store, dyre kontrakter, har betydet, at flere bærende kræfter har sagt farvel til Patriots siden de 3 Super Bowl-triumfer i starten af 2000-tallet.
Især er det gået ud over receiverpladserne. Playmakeren Deion Branch og hans kolleger, David Patten og Tight End'en Daniel Graham har siden triumferne forladt klubben til fordel for store kontrakter hos andre klubber. Men selvom holdet har set sårbart ud på flere pladser, været plaget af skader og forsvarsspillerne efterhånden er ved at være gamle, er holdet fortsat i eliten i NFL. I sæsonerne 2005-06 samt 2006-07 var holdet begge gange igen tilbage i slutspillet. I 2006 røg man ud efter et nederlag ude mod Denver Broncos, og i 2006-07 var man blot én kamp fra Super Bowl, men måtte se sig slået knebent af de tidligere divisionsrivaler og senere Super Bowl-vindere fra Indianapolis Colts
Op til sæsonen 2007-08 har holdet derimod forstærket sig kraftigt på spillersiden. Specielt har klubben på receiverpladserne hentet massiv forstærkning i form af stjernerne Donté Stallworth fra Philadelphia Eagles og ikke mindst én af de mest populære spillere i ligaen de sidste 10 år, Randy Moss hos Oakland Raiders, mens man hos Baltimore Ravens har sikret sig én af de bedste forsvarsspillere i de senere år i ligaen, linebackeren Adalius Thomas.I Super Bowl XXXIX (39) blev det endnu engang New England Patriots der vandt.

### Sæsonen 2007/08
Tilføjelserne på New England Patriots hold op til sæsonen 2007/08 fik dramatiske følger for holdets præstationer på banen. Rekrutteringen af Randy Moss (for et 4. runde draftvalg) viste sig at være én af årets helt store succeshistorier, og den tidligere Oakland- og Minnesotaspiller endte den regulære sæson med at slå rekorden for flest touchdowns scoret i en regulær sæson af en Wide Receiver. Moss blev noteret for 23 touchdowns, ét mere end den tidligere rekord som legenden Jerry Rice var indehaver af. I starten af sæsonen var fokus dog rettet andetsteds. I sæsonens første kamp mod New York Jets blev en medarbejder fra New Englands trænerstab taget i, med et videokamera at filme Patriots' divisionsrivalers trænere give håndsignaler ind til modstanderne, hvilket det er forbudt at optage med videokamera. Skandalen endte med en bøde til både træner Bill Bellichek og til klubben; bødernes størrelse var på hhv. $ 500,000 og $ 250,000. Men uanfægtet af de mange kritiske røster, primært fra rivaler som Indianapolis Colts og New York Jets, gik Patriots fra sejr til sejr, kulminerende med en 38-35 sejr ude over New York Giants i sidste spillerunde. Med 16-0 statistikken blev Patriots det blot 2. hold i NFLs historie der gik ubesejret igennem en hel regulær sæson(det 1. hold var Miami Dolphins i 1972). Patriots slog Jacksonville Jaguars ud i deres første kamp i slutspillet. I AFC-finalen kom de til at stå overfor San Diego Chargers som de også besejrede, derefter gjaldt det Super Bowl i Arizona hvor de skulle møde New York Giants som de havde slået i den sidste spillerunde. 
Undervejs i den regulære sæson satte holdet en række rekorder for ligaen:
- – Flest point scoret i en regulær sæson (589)
- – Flest touchdowns scoret i én sæson (75)
- – Tom Brady kastede som den første nogensinde i en NFL-sæson 50 touchdowns
- – Randy Moss scorede 23 touchdowns som den 1. receiver nogensinde
- – Ellis Hobbs scorede touchdown på et 108 yards return, det længste KO-return i ligaens historie

### Super Bowl XLII
New England Patriots og New York Giants. Disse to mandskaber stod overfor hinanden for anden gang i sæsonen. Patriots var allerede forud for kampen blevet erklæret for kæmpefavoritter. Giants og deres QB Eli Manning havde dog allerede vist at de var et hold man skulle tage alvorligt, efter at havde elimineret hold som Tampa Bay Buccaneers, Dallas Cowboys og i NFC-finalen, Green Bay Packers. Giants havde gennem hele sæsonen overrasket, og havde fået adgang til slutspillet på et wild-card. Ikke desto mindre var New England storfavoritter. 
Men New England Patriots' sejrsstime skulle vise sig at blive afbrudt den aften. Giants kom i 1. quarter foran på et field-goal. Men Patriots erobrede dog føringen med i touchdown i starten af 2. quarter med et touchdown løb fra Laurence Maroney. Så ved halvlegen stod det 7-3 til Patriots. 
I det meste af 3. quarter var Patriots ikke i nærheden af noget som helst, Tom Brady var blevet sacked fem gange af Giants forsvar og Giants var foran 10-7. Og på trods af at New England igen kom foran 14-10 på et touchdown-kast til Randy Moss, virkede det som om at Patriots slet ikke var rigtig med i kampen og med 1 min igen kom Giants foran på et touchdown-kast fra QB Eli Manning til Plaxico Burress og det kunne Patriots ikke svare igen på og dermed glippede de deres chance for en fjerde Super Bowl-sejr på 7 år. Kampen endte 17-14 til Giants.

### Super Bowl XLVI
Ligesom 4 år tidligere, mødtes New England Patriots, anført af Tom Brady og New York Giants, anført Eli Manning i Super Bowl. Denne gang tog kampen sted på Lucas Oil Stadium i staten Indiana. Patriots kom ind til kampen efter en imponerende Regular Season, hvor de vandt 13 kampe og tabte 3. Giants derimod kom ind til kampen efter at være blevet varme på det helt rigtige tidspunkt. De vandt 9 kampe og tabte 7. Patriots var ligesom i 2007 udråbt til favoritter, denne gang, var det dog spået, at kampen ville blive meget tæt.
New England vandt lodtrækningen og valgte at overføre deres valg til anden halvleg, det betød at Giants valgte at receive bolden. New York tog derefter bolden ned til Patriots' 33-yard linje. Der gik Patriots dog i forsvarsmode, hvor QB Eli Manning blev sacket to gange. Det betød at Giants måtte punte bolden. Patriots startede deres første drive på 6-yard linjen. På det allerførste spil, lavede Tom Brady et play-action, hvor han trak helt tilbage i end-zonen, der var meget pres på Brady, som i sidste øjeblik smed bolden langt væk. Spillet resulterede i en straf, fordi der ikke var nogen spillere i nærheden af Bradys kast. Det gav en 2-points safety til Giants.
Giants 2, Patriots 0